# Pinus clausa
Pinus clausa (Chapm. ex Engelm.) Vasey ex Sargent – gatunek drzewa iglastego z rodzaju sosna należącego do rodziny sosnowatych (Pinaceae). Sosna ta występuje w stanie dzikim w Ameryce Północnej na dwóch osobnych obszarach USA: jeden w centralnej Florydzie, drugi w zachodniej Florydzie i Alabamie. Populacje oddalone są od siebie o 200 km. Drzewa tego gatunku rzadko osiągają wiek 100 lat.

## Morfologia
PokrójDrzewo o owalnej, rozłożystej koronie. Tworzy także formy krzewiaste.
PieńPrzeważnie osiąga wysokość 5–10 m, wyjątkowo 21 m. Średnica pnia 45–50 cm. Kora cienka, brązowa do szarobrązowej, z wiekiem łuszczy się.
LiścieIgły zebrane po 2 na krótkopędach, długości 5–10 cm. Elastyczne, delikatnie skręcone, silnie zgięte łamią się.
SzyszkiSzyszki męskie cylindryczne, żółte, wyrastają blisko szczytu gałązki. Szyszki żeńskie początkowo żółte do fioletowych. Dojrzałe długości 4–8 cm, brązowe do szaro-brązowych, często w skupiskach. Łuski z niewielkim ostrym kolcem.

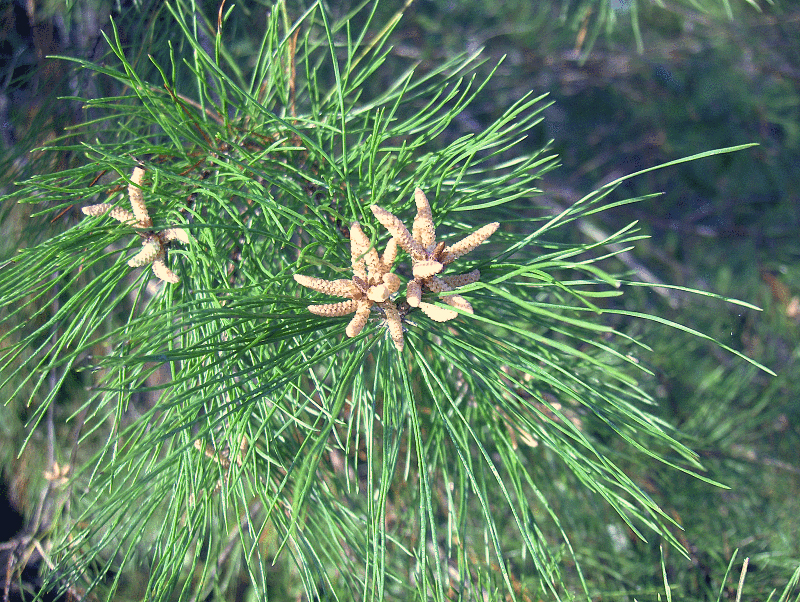
Igły i szyszki męskie
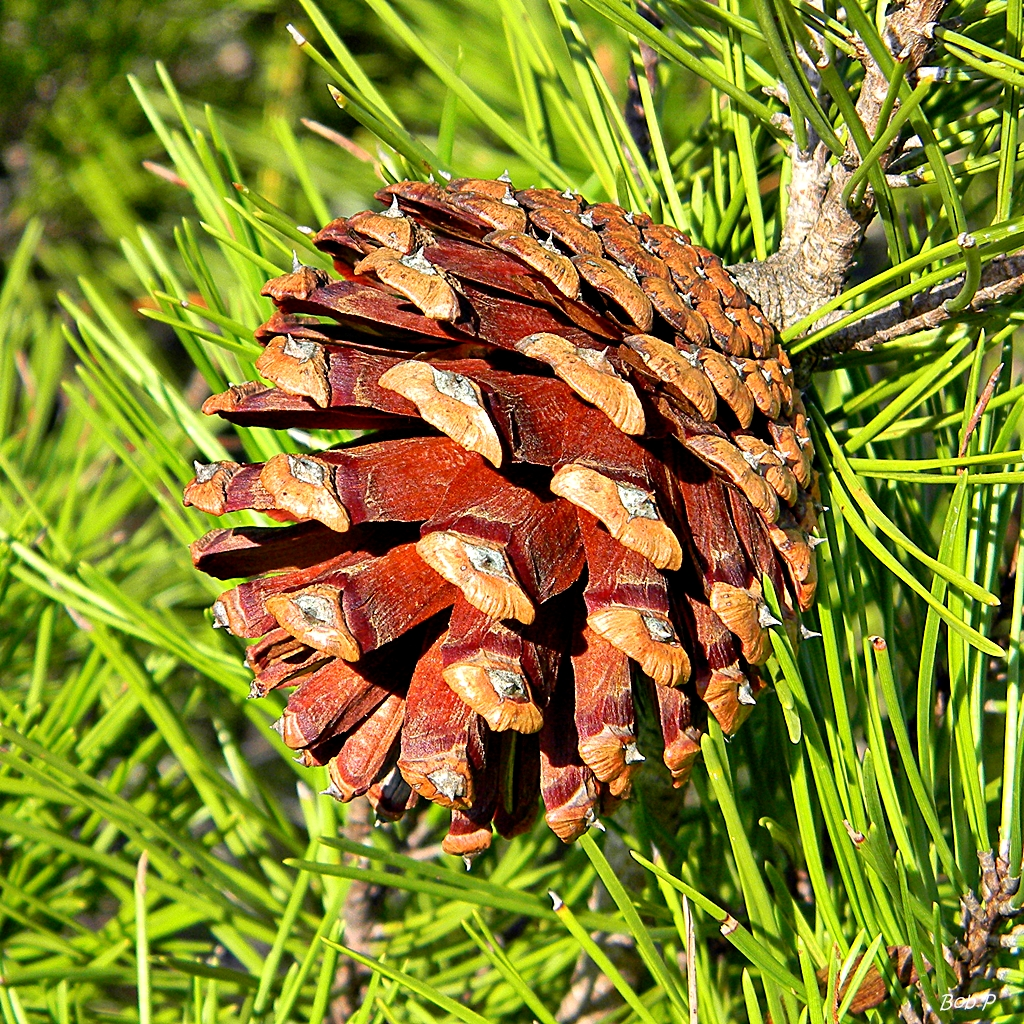
Szyszka nasienna

## Biologia i ekologia
Drzewo jednopienne. Szyszki pozostają zamknięte przez wiele lat. Otwierają się pod wpływem wysokiej temperatury towarzyszącej pożarom lasu. Z uwolnionych nasion wyrasta nowe pokolenie drzew.
Rośnie na piaszczystym podłożu, na terenach niesprzyjających wzrostowi dużych drzew innych gatunków, dzięki czemu może z nimi z sukcesem współzawodniczyć o dostęp do światła. Preferuje miejsca nasłonecznione.
Stanowiska P. clausa pełnią istotną rolę jako siedlisko zagrożonego gatunku jaszczurki Plestiodon reynoldsi należącego do rodziny scynków.

## Systematyka
Synonimy: Pinus inops Aiton var. clausa Chapman ex Engelmann, P. clausa var. immuginata D.B. Ward.
Pozycja gatunku w obrębie rodzaju Pinus:
- podrodzaj Pinus
  - sekcja Trifoliae
    - podsekcja Contortae
      - gatunek P. clausa

## Zagrożenia
Międzynarodowa Unia Ochrony Przyrody (IUCN) początkowo przyznała temu gatunkowi kategorię zagrożenia LR/nt (lower risk/near threatend) w skali całego świata, uznając za bliski zagrożeniu. Ponieważ liczebność populacji nie wykazuje spadku i gatunek nie jest eksploatowany na dużą skalę, klasyfikacja ta została zmieniona w 2013 r. na LC (least concern). 

## Zastosowanie
Ze względu na liczne i gęste gałęzie drewno P. clausa zazwyczaj nie nadaje się do wykorzystania. Jeżeli już jest wykorzystywane, to najczęściej stanowi źródło miazgi drzewnej.